# Planipeza rafaeli
Planipeza rafaeli är en tvåvingeart som beskrevs av Marshall 2009. Planipeza rafaeli ingår i släktet Planipeza och familjen skridflugor. Inga underarter finns listade i Catalogue of Life.